# KTM-30
KTM-30 (inne oznaczenie: 71-630) – dwukierunkowy, obustronny, trójczłonowy tramwaj wyprodukowany przez zakłady UKWZ w Ust'-Katawiu w 2006 roku. Ten sześcioosiowy pojazd szynowy został wyposażony w udogodnienia dla niepełnosprawnych. 70% wagonu ma niską podłogę. W wagonie przewidziano 54 miejsca siedzące.

## Historia

### Geneza
W 1999 roku powstał w Rosji pierwszy tramwaj z niskopodłogową częścią, zbudowany przez firmę PTMZ. W 2003 fabryka w Ust-Katawiu rozpoczęła pracę nad tramwajami niskopodłogowymi, chociaż ta fabryka nie produkowała wcześniej wagonów przegubowych, tym niemniej już w latach 80. inżynierowie pracujących w UKWZ wzięli udział w projekcie tego typu. W 2005 roku firma Pionier zbudowała pierwszy w Rosji tramwaj niskopodłogowy. UKWZ opracowała swoje prototypy jako trzecia. Były to dwa modele: KTM-23 i KTM-30. Oba tramwaje powstały z modułów, przy czym KTM-23 był konstrukcją bezprzegubową.

### Eksploatacja
Jedyny zbudowany w 2006 prototyp został oznaczony numerem fabrycznym 0. W dniu 20 sierpnia 2006 został przywieziony koleją do Moskwy, gdzie otrzymał numer boczny 3100. W Moskwie stacjonował w zajezdni Krasnopresnenskoye i obsługiwał linię 21.

## Konstrukcja
KTM-30  był pierwszym niskopodłogowym tramwajem przegubowym produkowanym przez UKWZ. Tramwaj ten jest obustronny i obukierunkowy.

### Pudło
Wagon KTM-30 składa się z trzech modułów. Człony zewnętrzne są identyczne i mają po 11 metrów długości oraz jeden wózek napędowy. Człony skrajne mają po dwie pary podwójnych drzwi oraz jedne pojedyncze na każdym boku. W tych częściach znajduje się po 20 siedzeń ustawionych w systemie 2+2 oraz 2 ustawione bokiem. Pudło jest uzupełnione przez moduł środkowy o długości 4,45m, pod którym znajduje się wózek toczny. W członie środkowym zamontowanych jest 10 siedzeń ustawionych bokiem. Wagon został fabrycznie pomalowany na pomarańczowo.

### Instalacja elektryczna
Wagon jest zasilany z sieci napowietrznej o napięciu 550V. Energię elektryczną pobiera za pomocą jednego z dwóch pantografów, w czasie jazdy podniesiony jest tylko pantograf z przodu wagonu. Wszystkie urządzenia elektryczne, których ustawienie nie jest wymuszone, znajdują się na dachu.

#### Układ napędowy
W wagonie zostało zamontowanych 6 silników TAD-21 o mocy 50kW każdy. Silniki są asynchroniczne. Znajdują się w pierwszym i ostatnim wózku.

#### Oświetlenie i ogrzewanie
Wagon jest oświetlony za pomocą świetlówek umieszczonych w dwóch rzędach wzdłuż wagonu. Tego typu oświetlenie  zastosowano już w poprzednich wagonach tej firmy. Wagon jest ogrzewany elektrycznie za pomocą grzejników oporowych umieszczonych wzdłuż boków wagonów.